# Тукуман (департамент)
Департамент Тукуман  (исп. Departamento de Tucumán (Capital)) — департамент в Аргентине в составе провинции Тукуман.
Территория — 90 км². Население — 527,6 тыс.человек. Плотность населения — 5862,3 чел./км².
Административный центр — Сан-Мигель-де-Тукуман.

## География
Департамент расположен в центральной части провинции Тукуман.
Департамент граничит:
- на севере — с департаментом Тафи-Вьехо
- на востоке — с департаментом Крус-Альта
- на юго-западе — с департаментом Лулес
- на северо-западе — с департаментом Йерба-Буэна

## Административное деление
Департамент включает 1 муниципалитет:
- Сан-Мигель-де-Тукуман

## Важнейшие населенные пункты[3]
| № | Населённый пункт      | Населённый пункт (исп.) | Категория | Население чел. (2010) | На карте                        |
| - | --------------------- | ----------------------- | --------- | --------------------- | ------------------------------- |
| 1 | Сан-Мигель-де-Тукуман | San Miguel de Tucumán   | город     | 548866                | 26°49′24″ ю. ш. 65°12′48″ з. д. |